# Rassemblement pour le peuple
Le Rassemblement pour le peuple (RP) est un parti politique sénégalais, dirigée par Youssra Mamoune Niasse.

## Histoire
Le parti est créé en 2002.
Il se présente aux élections législatives de 2007 où il recueille 73 083 voix, soit 4,25 %, ce qui lui permet d'obtenir deux sièges à l'Assemblée nationale.

## Symboles
Ses couleurs sont le vert (la prospérité), l’ocre (la terre) et le blanc (la pureté). Deux mains parallèles constituent son signe distinctif. Sa devise est « Solidarité, Développement, Prospérité ».